# Trstená na Ostrove

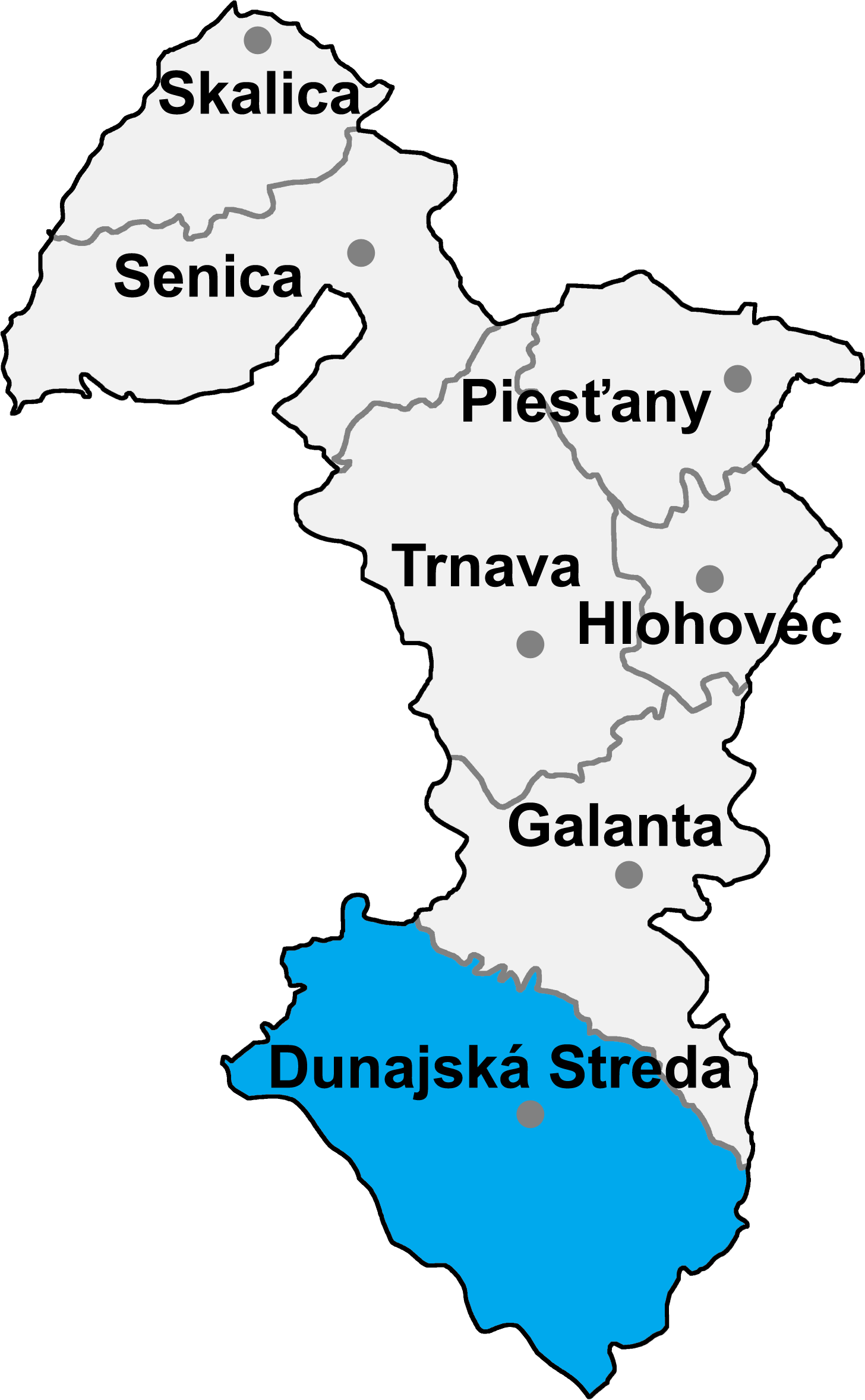
Localização de Dunajská Streda (distrito) na Trnava (região)

O Distrito eslovaco de Trstená na Ostrove  é um dos sessenta e quatro municípios que formam a Distrito de Dunajská Streda, situada em Região de Trnava, Eslováquia.

## Demografia
| Ano:        | 1994 | 2004   | 2014 | 2024   |
| ----------- | ---- | ------ | ---- | ------ |
| Broj ljudi: | 532  | 564    | 564  | 600    |
| Razlika:    |      | +6,01% | +0%  | +6,38% |

| Ano:               | 2023 | 2024   |
| ------------------ | ---- | ------ |
| Número de pessoas: | 597  | 600    |
| Diferença:         |      | +0,50% |